# Zala Márk
Zala Márk, eredeti nevén: Márkus László (Nagykanizsa, 1949. január 27. – Budapest, 1985. november 16.) magyar színész.

## Életpályája
A nagykanizsai Landler Jenő Gimnázium tanulója volt, ahol 1965-ben másodikosként talán első színpadi alakításainak egyike volt (még Márkusként) az Antigoné karvezetője és amelyben együtt játszott például Balázsovits Lajossal, vagy Ördögh Csillával (ekkor még Molnár néven szerepelt) és Ádám Veronikával. Nevét Márkus László miatt változtatta meg.
Elsőre fölvették és 1971-ben diplomázott a Színház és Filmművészeti Főiskolán. Ezután a 25. Színházhoz került, amelynek 1976-ig volt tagja. Az 1973–74-es évadot Svédországban töltötte. 1978-tól a győri Népszínház, 1981-től a győri Kisfaludy, 1982-től haláláig a szolnoki Szigligeti Színház művésze volt.
Epizód- és karakterszerepeket alakított, de filmjei által vált igazán ismertté. Első sikereit Zolnay Pál filmjeiben aratta, még főiskolásként az Arcban és a Fotográfiában. 1985-ben Lázár Katival eljátszotta Gothár Péter Idő van! című filmjének főszerepét is, melyben Ruttkai Éva és jó barátja, Cseh Tamás partnere is volt. Ez volt egyben utolsó filmje is. Verseket is írt, melyeket 2015-ben, halálának 30. évfordulóján unokahúga, és egyik volt szerelme, Fodor Ágnes magánkiadásban jelentettek meg. Paranoid skizofréniát diagnosztizáltak nála, majd 1975 körüli gyógyulása után 1985-ben a közvélekedés szerint öngyilkos lett. Családtagjai és közeli ismerősei viszont azt állítják, hogy kizárt az öngyilkosság lehetősége.

## Emlékezete
- Hevesi Sándor Művelődési Központ (Nagykanizsa): Zala Márk terem (2007.)[11]

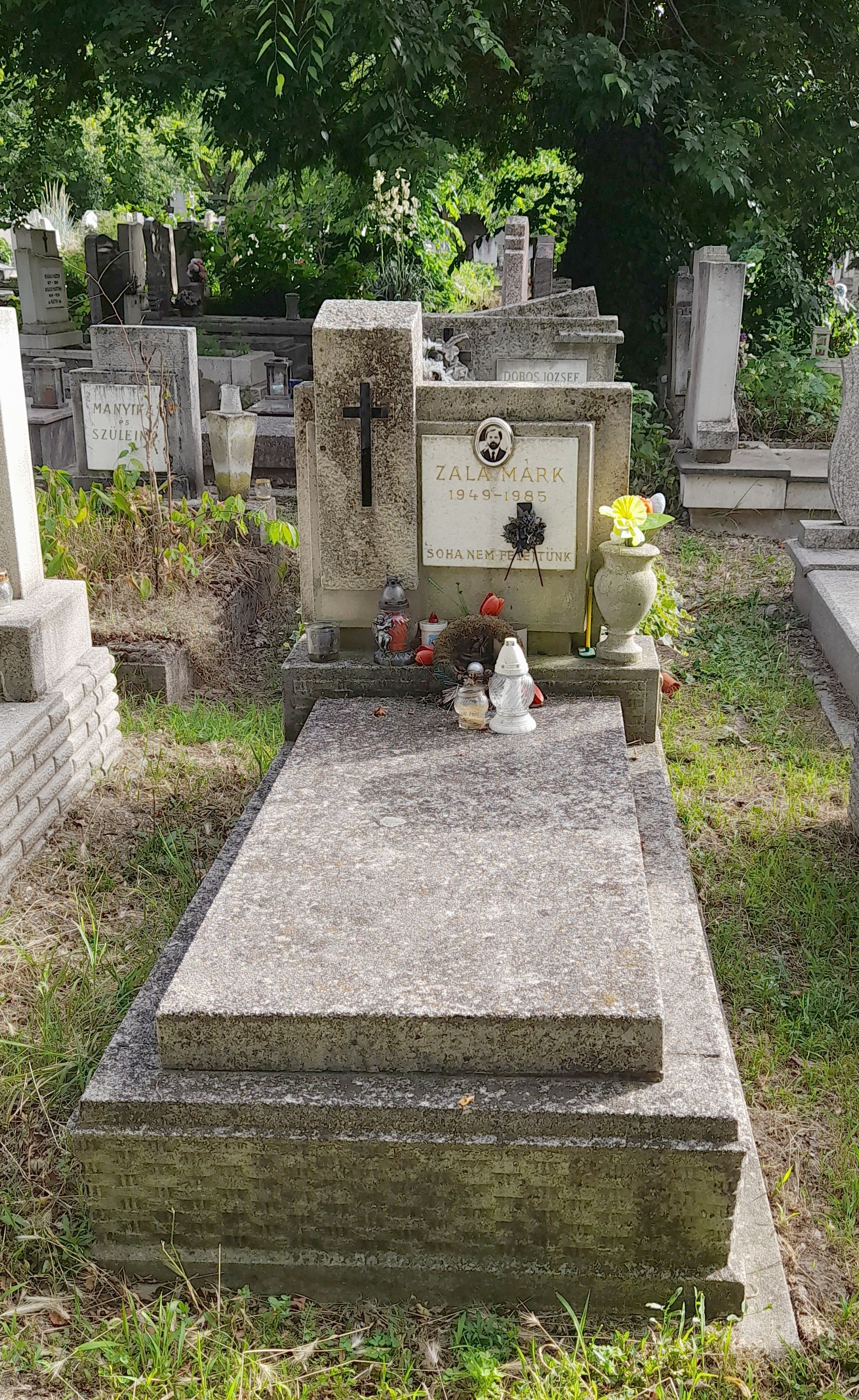
Sírja a Megyeri temetőben (35. parcella)

## Színházi szerepei
A Színházi adattárban regisztrált bemutatóinak száma 38. Ugyanitt tíz színházi fotón is látható.
- Sancho Panza (Gyurkó L.: A búsképű lovag)
- Sebastian, Malvolio, Nemes Böffen Tóbiás (Shakespeare: Vízkereszt)
- Torkos (Molière–Simai K.–Örkény I.: Zsugori uram)
- Mercurius (Hacks: Amphitryon)
- Bucifal (Bohumil Hrabal: Angyali szemek
- Georg Sztán (Vinnyikov–Kraht–Tipot: Szabad szél)
- Tevékeny (Örkény: Pisti a vérzivatarban)
- Síppal-dobbal, nádihedegűvel, Sebő Ferenc önálló est (Jobba Gabi, Zala Márk közreműködésével) 1973.[12]

## Filmjei
- Arc (1969)
- Szép lányok, ne sírjatok! (1970)
- Égi bárány (1970)
- Rózsa Sándor 1–12. rész (TV-film, 1970)
- Az édenen innen és túl (TV-film, 1971)
- Végre, hétfő! (1971)
- Még kér a nép (1971)
- Fotográfia (Munkacíme: Retusőr, 1972)
- Ha megjön József (1975)
- Herkulesfürdői emlék (1976)
- Sámán (1977)
- Hatásvadászok (1983)
- Délibábok országa (1983)
- Valaki figyel (1984)
- Idő van! (1985)